# Xã Calumet, Quận Cook, Illinois
Xã Calumet (tiếng Anh: Calumet Township) là một xã thuộc quận Cook, tiểu bang Illinois, Hoa Kỳ. Năm 2010, dân số của xã này là 20.777 người.